# Sacaton (Arizona)
Sacaton es un lugar designado por el censo (en inglés, census-designated place, CDP) ubicado en el condado de Pinal, Arizona, Estados Unidos. Según el censo de 2020, tiene una población de 3254 habitantes.
Es la capital de la Gila River India Community (Comunidad India de Gila River), una reserva integrada por miembros de las tribus pima y maricopa.  

## Geografía
Está ubicado en las coordenadas 33°4′45″N 111°46′6″O / 33.07917, -111.76833. Según la Oficina del Censo de los Estados Unidos, tiene una superficie total de 21.03 km², correspondientes en su totalidad a tierra firme.

## Demografía
Según el censo de 2020, hay 3254 personas residiendo en la zona. La densidad de población es de 154.73 hab./km². El 94.22% de los habitantes son amerindios, el 0.86% son blancos, el 0.15% son afroamericanos, el 0.03% es asiático, el 2.77% son de otras razas y el 1.97% son de una mezcla de razas. Del total de la población, el 8.45% son hispanos o latinos de cualquier raza.